# Jodłówka (województwo pomorskie)
Jodłówka (niem. Tannfelde) – osada w Polsce w województwie pomorskim, w powiecie sztumskim, w gminie Stary Targ. Wieś wchodzi w skład sołectwa Szropy.

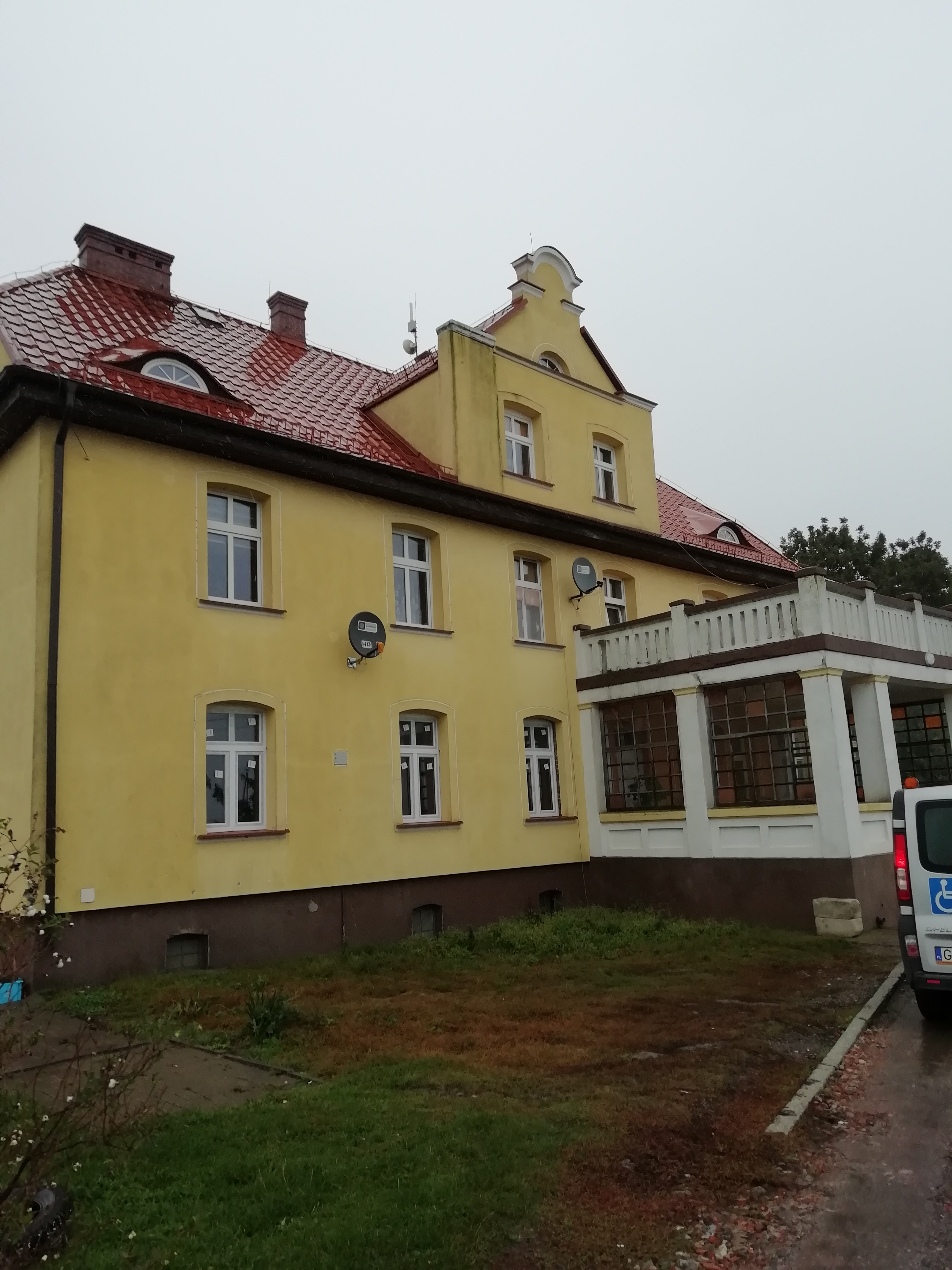
Dwór w Jodłówce

Miejscowość powstała w XIX wieku jako osada folwarczna, należąca wówczas do Zielonek. Z folwarku zachował się dwór. Pod koniec XIX wieku osadę zamieszkiwało niespełna 40 osób w dwóch domach. Kolejne domostwa powstały na początku XX wieku. W połowie XX wieku powstała kapliczka przydrożna. W latach 1945–1975 miejscowość administracyjnie należała do województwa gdańskiego, a w latach 1975–1998 do województwa elbląskiego.